# روبن صافراستیان
روبن آرامی صافراستیان (ارمنی: Ռուբեն Արամի Սաֆրաստյան انگلیسی: Ruben Safrastyan؛ زادهٔ ۵ اکتبر ۱۹۵۵) خاورشناس و ترک‌شناس اهل ارمنستان است.

## جوایز
وی برندهٔ جوایزی همچون برنامه فولبرایت، مدال گارگین نژده و مدال موسس خورناتسی شده‌است.